# Ольджате-Комаско
Ольджате-Комаско (итал. Olgiate Comasco) — город в Италии, располагается в регионе Ломбардия, подчиняется административному центру Комо.
Население составляет 10 829 человек (на 2004 г.), плотность населения составляет 1039 чел./км². Занимает площадь 10 км². Почтовый индекс — 22077. Телефонный код — 031.
Покровителями коммуны почитаются San Gerardo, празднование 25 апреля, и святые Ипполит и Кассиан, празднование 13 августа.

## Города-побратимы
- Льянкур, Франция
- Пестершебет, Венгрия
- Сан-Катальдо, Италия